# Lusoafricans
Els lusoafricans són persones d'origen portuguès que van néixer a Àfrica o persones que van néixer en Portugal però han passat bona part de les seves vides a terres africanes. El terme "lusoafricà" no ha de ser confós amb afroportuguès o afrolusità, ja que aquests termes són usats per a designar els portuguesos d'ascendència negroafricana. La major comunitat portuguesa que viu al continent africà es troba a Àfrica del Sud (cerca de 500.000 en 2013), mentre que altres minories viuen a Namíbia i els estats de llengua portuguesa d'Àfrica (Angola, Cap Verd, Guinea Bissau, Moçambic i São Tomé i Príncipe.
Guinea Bissau es va independitzar en 1974, seguit per la resta de les colònies en 1975. La major part dels colons portuguesos va tornar a Portugal, on eren anomenats retornados. Alguns migraren cap a altres països com Sud-àfrica, Malawi, Namíbia i Zimbàbue així com a Brasil i als Estats Units d'Amèrica.
Quan es va fundar la Comunitat de Països de Llengua Portuguesa va ser fundada en 1996, alguns portuguesos i un nombre de lusobrasilers van arribar a demanar ajuda econòmica i educativa per als països africans de llengua portuguesa. Alguns d'aquests portuguesos van adoptar Àfrica com la seva residència permanent.
La majoria dels lusoafricans són lusosudafricans, i la major part és resultant de la migració directa de Portugal, principalment de l'illa de Madeira.

## Lusoafricans notables
- Dimas Teixeira, futbolista portuguès
- Fernando Peyroteo, futbolista portuguès
- Francisco Santos, atleta angolès
- Mia Couto, periodista moçambicà
- João Ricardo, futbolista angolès
- José Craveirinha, poeta moçambiquès
- José Eduardo Agualusa, jornalista angolès
- José Luandino Vieira, escritor angolès
- Marco Abreu, futbolista angolès
- Mariza, cantora portuguesa
- Noémia de Sousa, poetessa moçambicana
- Paulo Figueiredo, futbolista angolès
- Pepetela, escriptor angolès
- Wayne Ferreira, tenista sudafricà